# ABM-X-2
ABM-X-2 è il nome in codice NATO di un sistema missilistico anti-balistico di origine sovietica che è divenuto, in Occidente, più noto dell'originale denominazione di progetto e del quale si hanno poche informazioni. Mai entrato in servizio attivo, questo sistema venne sviluppato tra il 1965 ed il 1978 e si basava su un lanciatore mobile stradale.

## Sviluppo
Lo sviluppo di un nuovo sistema ABM fu curato dal TSKB Almaz, tra gli anni sessanta e settanta. L'ABM-X-2 costituiva un'evoluzione in confronto al precedente sistema ABM-1, rispetto al quale possedeva numerosi miglioramenti. Secondo fonti occidentali, i lavori sul nuovo sistema furono portati avanti parallelamente a quelli dell'ABM-X-3, in modo da premunirsi rispetto ad un eventuale fallimento di quest'ultimo. Le informazioni diffuse comunque sono state molto scarse, e lo sviluppo fu interrotto a fine anni 70. Furono comunque effettuati ben cinque lanci di prova, tutti presso il poligono di Sary Shagan.
- 27 luglio 1967: lancio fallito.
- 16 febbraio 1971: lancio riuscito.
- 1º febbraio 1973: lancio riuscito.
- 29 ottobre 1976: lancio riuscito, con intercettazione.
- 28 luglio 1977: lancio riuscito, con intercettazione.

La percentuale di successo fu dunque dell'80%, con un apogeo massimo di 180 km.

## Composizione
Il sistema ABM-2 fu progettato per svolgere compiti relativi sia all'intercettazione di missili balistici, sia di difesa antiaerea. Si sarebbe dovuto trattare di un sistema d'arma con rampa mobile per utilizzo stradale, ideale per l'intercettazione di una o due testate nucleari. Tecnicamente parlando, era composto da tre parti.
- S-225: si trattava del missile intercettore vero e proprio, le cui caratteristiche sono riportate in tabella. Lo sviluppo fu curato dall'OKB-2 (o Grushin OKB), e probabilmente era piuttosto simile all'ABM-3 Gazelle. Anche questo missile, infatti, era un intercettore endo-atmosferico a testata nucleare. Ogni sistema era composto da due missili intercettori.
- Radar Flat Twin: si trattava di un radar con antenne a schiera per l'aggancio e l'intercettazione dei bersagli.
- Trasmettitori Pawn Shop: vi erano due apparati separati per la trasmissione, uno per ogni intercettore.

Le informazioni al sistema avrebbero dovuto essere trasmesse dai radar Dnestr-M delle zone polari (RO-1 a Murmansk) e lettoni (RO-2 a Riga). Era inoltre previsto che tali impianti radar fossero sostituiti in futuro dai più sofisticati Donets.